# Behance
Behance（又可写为Bēhance）是一款Adobe旗下用于展示并发现创意作品的在线平台。

## 簡介
用户加入Behance之后，以上传项目（Project）的方式构建自己的个人档案。项目可以为一组图像、视频或其他特定主题或过程的数字内容，而每个项目下均有查看与欣赏（Appreciation）计数。每个主题均有特定的分享链接。Behance的会员可以关注他人的个人档案。关注后，被关注者的状态更新（如上传作品、欣赏作品及添加到收藏）将会显示在为您展示（For You）页面。
诸如領英、AIGA、Adweek及库珀·休伊特美国国家设计博物馆的企业和类似藝術中心設計學院、羅德島設計學院、视觉艺术学院、萨凡纳艺术设计学院和馬里蘭藝術學院均使用此服务。

## ProSite
ProSite（现Adobe Portfolio）是由Behance推出的个性化网页设计应用，与知名的Weebly及Joomla类似。

## 服务网站（Served sites）
来自Behance的内容可接入被称为服务网站的一系列站点。服务网站可展示特定分类的内容，如时尚、工业设计和印刷排版。2010年9月，Behance允许服务网站显示品牌、数字设计及玩具设计的内容。2012年4月，服务网站的内容分类新增了广告、艺术、建筑等。

## 动作方法（Action Method）
动作方法是一款面向专业创作者的生产力方法，其包括一系列纸制品（于2014年由The Ghostly Store售卖）和一款名为动作方法在线（Action Method Online）的应用程序（与2014年6月1日停止服务）。

## 封禁中国账号
2022年8月17日，Behance封禁了中国大陆的所有账号，导致用户无法正常登入。

## 99U
99U是一个位于纽约的市场营销咨询服务与年度会议。其名得于爱迪生的名言：“天才等於百分之一的靈感，和百分之九十九的汗水”。2011年，99U赢得了威比奖的“最佳文化博客”（Best Cultural Blog）奖。

## 奖项
- 2009 Webby Award Finalist (The Behance Network) – Self-Promotion/Portfolio Category
- 2009 Silicon Alley Insider Award Finalist – Most Loved Product or Service[7]
- 2011 Webby Award Winner (The 99%) – Best Cultural Blog[8]
- 2017 Webby Award Winner (Behance) – Community[9]

## 另请参阅
- Creative Cloud争议
- Adobe
- Adweek（英语：Adweek）
- 美國平面設計協會
- Core77（英语：Core77）
- D&AD（英语：D&AD）

## 脚注
1. ↑  执行特定操作时才需注册
2. ↑  英文：“Genius is 1% inspiration, 99% perspiration.”